# Bernard-Roger Mathieu
Pour les articles homonymes, voir Mathieu.
Bernard-Roger Mathieu, né à Hautmont le 5 septembre 1946, est un écrivain français et un journaliste professionnel.

## Biographie
Bernard-Roger Mathieu après avoir longtemps vécu dans le Nord, notamment à Maubeuge la ville de son enfance, partit pour la Bourgogne où il demeura plusieurs années. Entre Avallon et Vézelay avec toujours un pied dans le Morvan. Il s'attacha durablement à cette région bénie des Dieux rupestres et hédobnistes. Demeurant dans une petite vallée portant le nom de Meluzien.
Après avoir gouté à toutes les merveilles des coteaux, il se déplaça dans l'Aude pour aller tâter du Minervois et du Corbières.
C'est à Castelnaudary entre Carcassonne et Toulouse qu'il est passé du papier « presse » au papier « livre ».
Il a étudié à l'ESJ Lille (boulevard Vauban) trois années et a soutenu son mémoire sur le thème de l'intégration avec pour maitre de Mémoire l'écrivain André Pierrard. Journaliste depuis 1967 (carte prof. 22625) syndicaliste au SNJ toute sa carrière. Fut rédacteur en chef de l'Observateur Avesnes sur Helpe (Nord), puis rédacteur en chef de La Frontière Maubeuge (Nord), grand reporter pour Nord Matin Lille, localier pour l'Yonne Républicaine, localier à Carcassonne La Dépêche du Midi, chef d'agence à Castelnaudary et enfin reporter au siège de La Dépêche du Midi à Toulouse. Il a collaboré au Matin de Paris, aux Nouvelles Littéraires, à l'Herald Tribune etc.
Ses personnages il les puise dans son imagination. Il aime à dire que tout y flamboie : humours, arts de vivre, plaisirs d'être sont ses chevaux de bataille. Et qu'il n'est pas le type de personnage taciturne à qui on hésiterait à demander l'heure, défendant les cafés, les restaurants, le bon boire, le bien manger. D'après lui, il n'a pas que des amis chez les toubibs ou la maréchaussée.
En 2004, il publie son premier roman, Alfred le Wisigoth puis en 2007, il se lance dans une expérience qui durera 9 mois avec 53 élèves de 5e d'un collège de Castelnaudary pour écrire Les Essayistes. PATRICK MAUGARD, maire, le fera citoyen d'honneur de Castelnaudary.
Si on le cite, il connaît le Sahara comme sa poche, a sympathisé avec les touaregs, appris le Tamachek, fait la ribouldingue à Cienfuego avec les Cubains ses frères, tapé le carton à Pointe Noire avec de joyeux Guadeloupéens, rôdé dans les ruelles de Venise à la recherche de trésors perdus dans la lagune... Partout, il s'est fait des amis et tient à les garder. Comme qui dirait l'autre il a le privilège du cœur qu'il porte à gauche dans l'art du partage.

## Œuvres
- Premier roman, Alfred le Wisigoth (Roman humoristique), Éditions Le Manuscrit, septembre 2004  (ISBN 2-7481-4156-3).
- Aïcha, Alexis, Agathe, Tatiana écrivains à douze ans. Et pourquoi pas vous ? (Document), Éditions Le Manuscrit, novembre 2005  (ISBN 978-2-304-01254-5). Qui est une méthode simple pour écrire un livre avec des ficelles de journaliste.
- Les Essayistes - Ces enfants qu'écoutaient les chevaux (Nouvelles), Éditions Le Manuscrit, Mai 2007  (ISBN 2-7481-9388-1).
- Le retour du Barbare (Roman humoristique), Éditions Le Manuscrit, avril 2009  (ISBN 978-2-304-02790-7). Raconte les aventures d'Alfred le Wisigoth dans un tome 2, illustré par Pierre Bonnafous.
- Le secret du Manet révélé (Polar culturel), Éditions Le Manuscrit, avril 2009  (ISBN 978-2-304-02808-9). Histoire sulfureuse du Déjeuner sur l'herbe. « Polar del arte » où des faussaires se livrent une lutte mystérieuse pour s'attribuer un tableau aux étranges pouvoirs. Ouvrage sélectionné dans les cinq derniers finalistes nationaux du concours du roman en Ligne, catégorie Polar.
- Le Chandelier à 7 branches où La Fin Tragique des Wisigoths Rois du Midi 2012 (roman historique).
- Le numérique t'en souvient-il ? REAGISSEZ (2014) Ouvrage écrit en collaboration avec Pascal Chavernac chef d'entreprise porteur de projets. Ce livre plaide pour un numérique dit " de proximité" à vocation démocratique et citoyenne hors des schémas capitalistes. https://www.youtube.com/watch?v=83BRMcPwBhs

Non édité (les éditeurs ont le corona!) "Bas les masques" humour... caustique s dysfonctionnement de la medecine
Non édité: Jean marcheur de Compostelle (récit)